# Liosina
Genre
Synonymes
- Migas Sollas, 1908
- Milene de Laubenfels, 1954

Liosina est un genre d'éponges de la famille Dictyonellidae. Les espèces de ce genre sont marines.

## Liste d'espèces
Selon World Register of Marine Species (20 mai 2016) :
- Liosina arenosa (Vacelet & Vasseur, 1971)
- Liosina blastifera Vacelet, Bitar, Carteron, Zibrowius & Perez, 2007
- Liosina granularis Kelly Borges & Bergquist, 1988
- Liosina paradoxa Thiele, 1899